# New Genesis (bài hát)
"New Genesis" (新時代 Shin Jidai, Thời đại mới) hay còn có tiêu đề khác là "New Genesis (Uta from One Piece Film Red)" là bài hát do ca sĩ người Nhật Ado thu âm, phát hành vào ngày 8 tháng 6 năm 2022 bởi Virgin Music. Được sáng tác và sản xuất bởi Yasutaka Nakata, bài hát được dùng làm ca khúc hình tượng cho bộ phim hoạt hình Nhật Bản, One Piece Film: Red. Sau khi được phát hành, "New Genesis" đã đạt vị trí số một trên bảng xếp hạng Billboard Japan Hot 100 và Oricon Digital Singles Chart. Đĩa đơn này cũng đạt thứ hạng thứ 20 trên bảng xếp hạng Billboard Global 200. Bài hát cũng đã giành được giải thưởng Bài hát của năm tại 2022 MTV Video Music Awards Japan.

## Bối cảnh
Vào ngày 8 tháng 6, dàn diễn viên cho bộ phim sắp ra mắt "One Piece Film: Red" đã được tiết lộ. Trong số dàn diễn viên, Ado được tiết lộ là nữ diễn viên lồng tiếng cho nhân vật Uta ở những phân đoạn Uta hát, trong khi đó Nazuka Kaori thể hiện vai trò lồng tiếng của mình trong những đoạn mà Uta không hát. Đĩa đơn có tựa đề "New Genesis" đã được công bố phát hành vào cuối tháng đó cùng với lời bài hát và được sản xuất bởi Nakata Yasutaka.
Từ ngày 7 tháng 8 đến ngày 28 tháng 8 năm 2022, "New Genesis" cũng là nhạc chủ đề mở đầu cho loạt phim hoạt hình truyền hình One Piece.

## Sáng tác và lời bài hát
Là một bài hát thuộc thể loại synth-pop và electropop, "New Genesis" sử dụng nhiều bộ tổng hợp. Nakata được Eiichiro Oda, người sáng tác ra One Piece, đã yêu cầu anh viết nên một "bài hát mạnh mẽ tượng trưng cho sự ra đời của một diva mới" cũng như bài hát đó phải phù hợp với thế giới của One Piece.
Tên bài hát, "New Genesis", đại diện cho thế giới lý tưởng mà Uta, nữ chính của bộ phim muốn tạo ra.

## Video âm nhạc
Một video âm nhạc dưới dạng hoạt hình được phát hành trên YouTube vào ngày 15 tháng 6 năm 2022. Video âm nhạc do Hmng đảm nhiệm phần hoạt hình và do Mikiko làm biên đạo.

## Nhân sự
- Ado – giọng hát chính
- Nakata Yasutaka – sản xuất, sáng tác, cải biên, thu âm

## Bảng xếp hạng
| Bảng xếp hạng (2022)                    | Vị trí cao nhất |
| --------------------------------------- | --------------- |
| Global 200 (Billboard)                  | 20              |
| Nhật Bản (Japan Hot 100)                | 1               |
| Japan Hot Animation (Billboard Japan)   | 1               |
| Japan Combined Singles (Oricon)         | 1               |
| US World Digital Song Sales (Billboard) | 9               |

| Bảng xếp hạng (2022)                  | Vị trí cao nhất |
| ------------------------------------- | --------------- |
| Global Excl. US (Billboard)           | 120             |
| Nhật Bản (Japan Hot 100)              | 7               |
| Japan Hot Animation (Billboard Japan) | 3               |
| Japan Combined Singles (Oricon)       | 10              |

| Bảng xếp hạng (2023)                  | Vị trí cao nhất |
| ------------------------------------- | --------------- |
| Nhật Bản (Japan Hot 100)              | 6               |
| Japan Hot Animation (Billboard Japan) | 4               |

## Chứng nhận
| Quốc gia                                                                                 | Chứng nhận  | Số đơn vị/doanh số chứng nhận |
| ---------------------------------------------------------------------------------------- | ----------- | ----------------------------- |
| Nhật Bản (RIAJ) Single track                                                             | Platinum    | 250.000*                      |
| Nhật Bản (RIAJ) Streaming                                                                | 3× Platinum | 300.000.000                   |
| * Chứng nhận dựa theo doanh số tiêu thụ. · Chứng nhận dựa theo doanh số phát trực tuyến. |             |                               |

## Giải thưởng
| Lễ trao giải                 | Năm  | Hạng mục               | Kết quả   | Ref.   |
| ---------------------------- | ---- | ---------------------- | --------- | ------ |
| MTV Video Music Awards Japan | 2022 | Bài hát của năm        | Đoạt giải | [ 17 ] |
| Crunchyroll Anime Awards     | 2023 | Bài hát Anime hay nhất | Đề cử     | [ 18 ] |

## Lịch sử phát hành
| Khu vực     | Ngày               | Định dạng              | Đơn vị           | Ref.  |
| ----------- | ------------------ | ---------------------- | ---------------- | ----- |
| Các khu vực | 8 tháng 6 năm 2022 | Kỹ thuật số Trực tuyến | Virgin Universal | [ 2 ] |